# Bức xạ tối
Bức xạ tối (hay cũng được gọi là điện từ tối)  là một loại bức xạ được định nghĩa là có vai trò làm trung gian cho các tương tác của vật chất tối.
Bằng cách tương tự như cách các photon đóng vai trò trung gian tương tác điện từ giữa các hạt trong Mô hình chuẩn (được gọi là vật chất baryonic trong vũ trụ học), bức xạ tối được đề xuất để điều hòa tương tác giữa các hạt vật chất tối. Tương tự như các hạt vật chất tối, bức xạ tối giả thuyết không tương tác với các hạt Mô hình Chuẩn.
Không có bằng chứng đáng chú ý cho sự tồn tại của loại bức xạ như vậy, nhưng vì vật chất baryonic chứa nhiều loại hạt tương tác, nên có lý khi cho rằng vật chất tối cũng có thể chứa các loại hạt đấy. Hơn nữa, gần đây các nhà khoa học đã chỉ ra rằng dữ liệu bức xạ phông vi sóng vũ trụ dường như cho thấy số lượng độ neutrino tự do hiệu quả là có giá trị cao hơn 3.046, nhiều hơn một chút so với trường hợp tiêu chuẩn cho 3 các loại neutrino. Mức độ tự do cộng thêm này có thể phát sinh từ việc có một lượng bức xạ tối không tầm thường trong vũ trụ. Một ứng cử viên có thể đại diện cho bức xạ tối là neutrino vô trùng.